# Diaspidiotus lepineyi
Diaspidiotus lepineyi är en insektsart som först beskrevs av Alfred Serge Balachowsky 1950.  Diaspidiotus lepineyi ingår i släktet Diaspidiotus och familjen pansarsköldlöss. Inga underarter finns listade i Catalogue of Life.